# Lahti
Lahti este un municipiu în Finlanda.

## Personalități născute aici
- Väinö Hämeen-Anttila (1878 - 1942), jurnalist, scriitor;
- Eija-Riitta Korhola (n. 1959), om politic;
- Jari Puikkonen (n. 1959), sportiv la sărituri cu schiurile;
- Tapio Laukkanen (n. 1969), pilot de raliu;
- Jari Litmanen (n. 1971), fotbalist;
- Toni Nieminen (n. 1975), sportiv la sărituri cu schiurile;
- Janne Ahonen (n. 1977), sportiv la sărituri cu schiurile.